# Муним-хан
Муним Хан Хан-и-Ханан (бенг. মুনিম খান খান-ই-খানান, перс. منیم خان‌خانان‎) — крупный могольский военачальник и государственный деятель при двух императорах Хумаюне и Акбаре. Он получил титул Хан-и-Ханан, когда Акбар назначил его вакилом (первым министром). Затем, в 1564 году, он стал субадаром (наместником) Джаунпура. Он также служил губернатором Бенгалии и Бихара в течение 1574—1575 годов.

## Биография
Он был родом из Андижана (тогдашняя Тимуридская империя, современный Узбекистан). Его отцом был Миран-бек Андижани. Муним-хан был молочным братом Аскари-мирзы, младшего брата Хумаюна.
После увольнения Байрам-хана могольский император Акбар выдвинул Муним-хана на пост вакила (первого министра) с титулом Хан-и-Ханан. Этот пост он занимал до 1564 года, когда после подавления узбекского восстания был назначен субадаром Джаунпура. В его распоряжение были переданы прилегающие восточные районы. В 1574—1575 годах Акбар ввел систему мансабдари и пожаловал Муним-хану ранг 5000, до тех пор самый высокий ранг в империи Великих Моголов.
Когда Дауд-хан Каррани, султан Бенгалии (1572—1576), отказался признать сюзеренитет Акбара, последний решил выступить против него. Муним-хану было поручено возглавить имперскую армию в кампании против Дауд-хана. Поскольку Муним-хану не удалось справиться с Дауд-ханом, сам император Акбар выступил с главными силами ему на помощь. Император изгнал Дауд-хана из Хаджипура и Патны и вернулся в столицу, возложив на Муним-хана ответственность за то, чтобы поставить Дауда под контроль Моголов. Муним-хан был назначен первым могольским субадаром (губернатором) Бенгалии и Бихара.
Муним-хан выступил против Бенгалии во главе 20-тысячной армии. Он почти без сопротивления взял Сураджгарх, Мунгаир, Бхагалпур и Кагалгаон и дошел до Телиагархи, где Дауд-хан разместил сильный отряд для противостояния моголам. Муним-хан с помощью местных вождей продвинулся через холмы Раджмахала и захватил Танду, столицу Бенгалии, 25 сентября 1574 года .
В битве при Тукарои, состоявшейся 3 марта 1575 года, Муним-хан разгромил бенгальского султана Дауд-хана, который бежал с поля боя. Раджа Тодар Мал стал его преследовать и осадил его в крепости Катак. У Дауд-хана не было другого выбора, кроме как просить мира, когда Тодар Мал захватил форт. Он сдался Муним-хану 12 апреля 1575 года, и между двумя сторонами был заключен договор. Бенгалия и Бихар были включены в состав Империи Великих Моголов, а Дауд-хан Каррани сохранил контроль только над провинцией Орисса. Муним-хан перенес столицу провинции из Танды в Гаур. Вскоре там вспыхнула страшная чума в виде эпидемии, вызвавшая тяжелые человеческие жертвы.
23 октября 1575 года бенгальский субадар Муним-хан скончался в Танде от эпидемии чумы. После его смерти Дауд-хан Каррани продолжил борьбу против Империи Великих Моголов и вновь захватил Гаур.